# Харгривз, Фред
Фре́дерик Уи́льям Ха́ргривз (англ. Frederick William Hargreaves; 16 августа 1858 — 5 апреля 1897) — английский футболист и крикетист. Выступал за футбольный «Блэкберн Роверс» и за футбольную сборную Англии, а также за крикетный клуб графства Ланкашир.
Его младший брат Джон также играл за «Блэкберн Роверс» и за сборную Англии.

## Клубная карьера
Родился в Блэкберне (Ланкашир) в семье коронера Генри Ансуорта Харгривза и Элис Харгривз (в девичестве Фэр). Окончил Малвернский колледж. В 1877 году выступал за футбольную команду колледжа.
После окончания колледжа выступал за футбольный клуб «Блэкберн Роверс». Играл на позиции хавбека. В сезоне 1881/82 был капитаном «Блэкберн Роверс» и помог команде дойти до финала Кубка Англии, в котором «Роверс» с минимальным счётом проиграл клубу «Олд Итонианс».

## Карьера в сборной
15 марта 1880 года Фред Харгривз дебютировал за национальную сборную Англии в товарищеском матче против сборной Уэльса, в котором англичане победили со счётом 3:2
26 февраля 1881 года в матче против сборной Уэльса сыграл вместе со своим младшим братом Джоном.
18 февраля 1882 года провёл свой третий и последний матч за сборную Англии в товарищеском матче против Ирландии в Белфасте, в котором англичане одержали самую крупную победу в своей истории, разгромив ирландцев со счётом 13:0.

#### Список матчей за сборную
| № | Дата            | Стадион                       | Соперник | Результат | Турнир            |
| - | --------------- | ----------------------------- | -------- | --------- | ----------------- |
| 1 | 15 марта 1880   | «Рейскорс Граунд», Рексем     | Уэльс    | 3:2       | Товарищеский матч |
| 2 | 26 февраля 1881 | «Александра Медоуз», Блэкберн | Уэльс    | 0:1       | Товарищеский матч |
| 3 | 18 февраля 1882 | «Нок Граунд», Белфаст         | Ирландия | 13:0      | Товарищеский матч |

Итого: 3 матча / 0 голов; 2 победы, 0 ничьих, 1 поражение.

## Достижения
«Блэкберн Роверс»
- Финалист Кубка Англии: 1882

## Крикет
Помимо футбола увлекался крикетом. Играл за крикетную команду Малвернского колледжа и за крикетную команду Ланкашира.